# Saint-Germain-lès-Corbeil
Saint-Germain-lès-Corbeil é uma comuna francesa na região administrativa da Ilha-de-França, no departamento de Essonne. Estende-se por uma área de 4,93 km². Em 2010 a comuna tinha 7 581 habitantes (densidade: 1 537,7 hab./km²).